# Twisted Transistor
Twisted Transistor – pierwszy singel zespołu numetalowego Korn, pochodzący z albumu See You on the Other Side. Singel został wydany 21 listopada 2005 roku, czyli dwa tygodnie przed wydaniem albumu, z którego pochodzi. Jest jednym z popularniejszych singli zespołu. Osiągnął 64. miejsce na liście Billboard Hot 100. Najwyższe miejsce na listach osiągnął we Włoszech, gdzie jego najlepszą pozycją było 14. miejsce. Do klipu został nakręcony teledysk, którego reżyserem był Dave Meyers.